# Mil Mi-1
Der Mil Mi-1 (russisch Миль Ми-1, NATO-Codename: Hare) ist ein leichter sowjetischer Hubschrauber. Er war der erste im Konstruktionsbüro von Michail Mil entwickelte Hubschrauber und gleichzeitig der erste in konventioneller Auslegung mit Haupt- und Heckrotor, der in der UdSSR in Serie gebaut wurde.

## Geschichte
Nachdem Michail Mil 1947 zum Leiter seiner Entwicklungsgruppe ernannt worden war, entwickelte er ab Ende des Jahres den GM-1 (Gelikopter Milja, Mils Helikopter), dessen Bau im August 1948 abgeschlossen war. Am 20. September 1948 begann Testpilot Baikalow die Flugerprobung. Am 24. November gleichen Jahres stürzte der Hubschrauber infolge einer eingefrorenen Ölleitung ab; der Pilot konnte sich mit dem Fallschirm retten. Es wurde ein zweiter Prototyp gebaut, der jedoch während der Erprobung am NII WWS durch die Folgen von Materialermüdung am 7. März 1949 ebenfalls abstürzte, wobei Baikalow ums Leben kam. Es folgte noch eine dritte Versuchsmaschine, deren Erprobung ab Sommer 1949 durch Tinjakow durchgeführt und diesmal erfolgreich beendet werden konnte. Im Gegensatz zu späteren Versionen besaß das Ursprungsmodell noch Rotorblätter in Gemischtbauweise. Nach der Testphase wurde im Februar 1950 im Werk Nr. 3 eine Vorserie von 15 Hubschraubern zur Truppenerprobung gebaut, nun mit der offiziellen Bezeichnung Mi-1. Anschließend begann der Serienbau im Werk Nr. 387 in Kasan, im Werk Nr. 168 in Rostow am Don und im Werk Nr. 47 in Orenburg. Am 8. Juli 1951 wurde der Typ während der Tuschinoer Luftparade erstmals der Öffentlichkeit präsentiert. Sie erhielt daraufhin den NATO-Codenamen Type 32, der später in Hare geändert wurde. Insgesamt produzierten die drei Werke 990 Mi-1. Eine mit einem Vierblattrotor und geringfügig verbreitertem Rumpf ausgestattete Version wurde Ende der 1950er Jahre unter der Bezeichnung Mi-3 entwickelt, aber wahrscheinlich nur zu Tests genutzt.
Aufgrund einer Vereinbarung mit Polen beendete die Sowjetunion 1955 die Serienproduktion und vergab die Lizenzrechte an das WSK-Werk in Świdnik. Ein Jahr später begann dort die Fertigung vorerst noch mit aus der UdSSR gelieferten Baugruppen. 1957 lief der erste rein polnische SM-1/300, die polnische Ausführung des Mi-1T, vom Band. Das AI-26-Triebwerk wurde im WSK-Werk Rzezów als LIT-3 in Lizenz gebaut.
1960 erschien eine modifizierte Weiterentwicklung unter der Bezeichnung Mi-1 Moskwitsch. Sie besaß eine umfangreichere Geräteausstattung und eine schallreduzierte Kabine. Diese Ausführung, deren Rotorblätter aus Ganzmetall gefertigt waren, wurde zur Standardversion erklärt, wodurch nach und nach die Zusatzbezeichnung Moskwitsch (Москвич, „Moskaus Sohn“) verschwand.
Polen entwickelte 1961 eine als PZL SM-2 bekannt gewordene Weiterentwicklung mit verlängertem Rumpf und größerer Kabine für vier Passagiere.
Die Produktion in Świdnik lief bis 1965, brachte noch mehrere SM-1-Varianten hervor, zum Beispiel als Fracht-, Sanitäts- und Landwirtschaftshubschrauber und endete nach 1683 Exemplaren. Die sowjetische paramilitärische Massenorganisation DOSAAF setzte den Mi-1 massenhaft zur Ausbildung von Piloten und Technikern ein. Eine dieser DOSAAF-Maschinen in originaler goldener Lackierung ist im Hubschraubermuseum Bückeburg zu besichtigen.
In der DDR diente die Mi-1 bis 1973 sowohl als Mehrzweckgerät bei den Luftstreitkräften (THG-34) als auch zur Überwachung der Grenzen (HS-16).
1961 erschien die Weiterentwicklung Mil Mi-2.

## Konstruktion
Der Rumpf des Mi-1 besteht aus einem mit Leichtmetall beplankten Stahlrohrgitter. Der Haupt- sowie der Heckrotor waren aus Metall gefertigt und besaßen je drei Rotorblätter. Das einfach bereifte Bugradfahrwerk konnte nicht eingezogen werden.

## Technische Daten

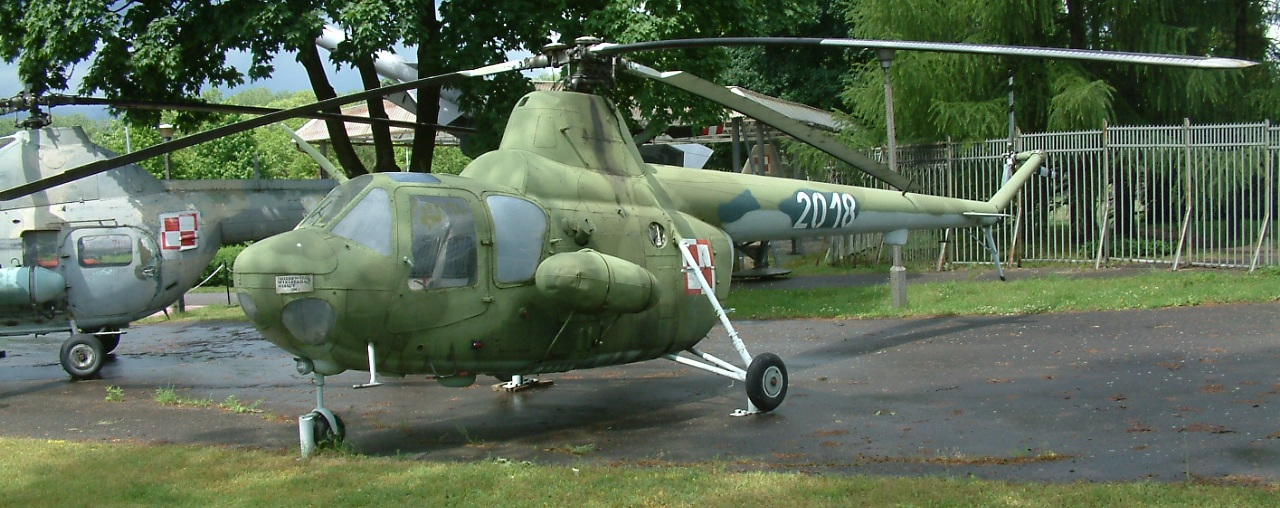
SM-1 aus der polnischen Produktion

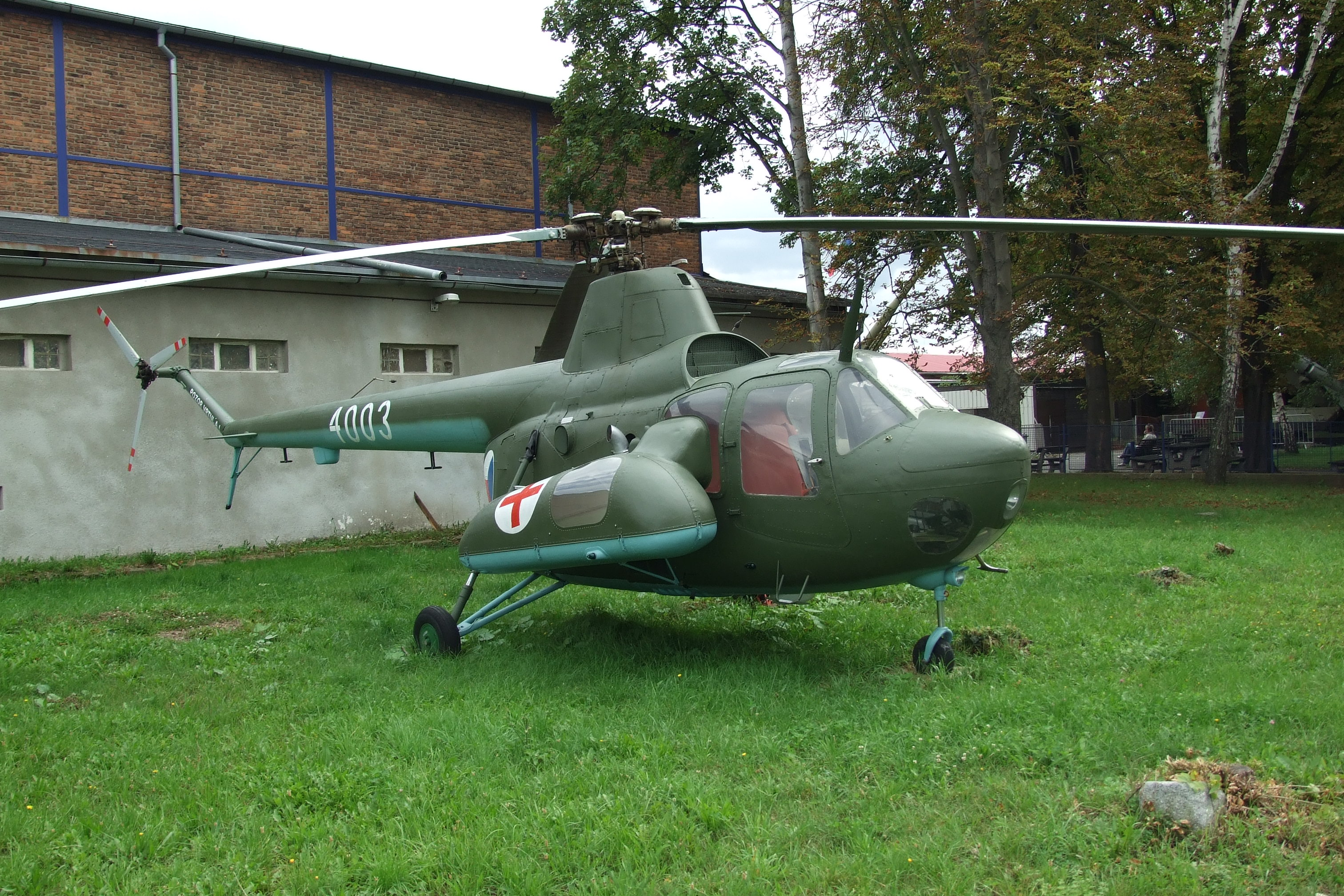
Mi-1M mit externer Krankenkabine

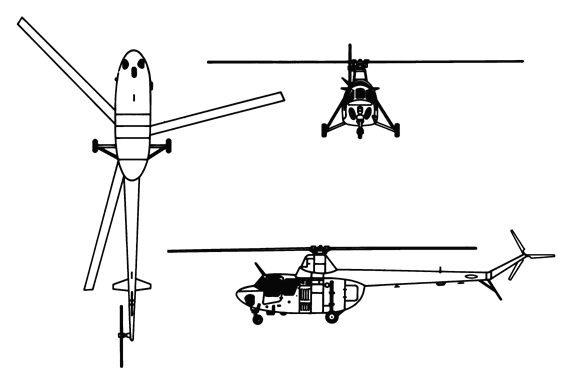
Mil Mi-1, Risszeichnung

| Kenngröße                     | Standardversion SM-1                                               | Schulversion Mi-1MU                                                | Sanitätsversion Mi-1M                                              |
| ----------------------------- | ------------------------------------------------------------------ | ------------------------------------------------------------------ | ------------------------------------------------------------------ |
| Besatzung                     | 1                                                                  | 2                                                                  | 1                                                                  |
| Passagiere                    | 2                                                                  | –                                                                  | 3                                                                  |
| Rumpflänge (Länge über alles) | 12,10 (16,95 m)                                                    | 12,08 (16,97 m)                                                    | 12,08 m (17,50 m)                                                  |
| Höhe                          | 3,30 m                                                             | 3,30 m                                                             | 3,30 m                                                             |
| Rotorkreis- durchmesser       | 14,30 m                                                            | 14,34 m                                                            | 14,50 m                                                            |
| Heckrotorkreis- durchmesser   | 2,50 m                                                             | 2,50 m                                                             | 2,50 m                                                             |
| Leermasse                     | 1798 kg                                                            | 1785 kg                                                            | 1919 kg                                                            |
| Startmasse                    | 2265 kg                                                            | 2210 kg                                                            | 2414 kg                                                            |
| Antrieb                       | ein 7-Zylinder-Sternmotor AI-26W mit 422 kW (570 PS) Startleistung | ein 7-Zylinder-Sternmotor AI-26W mit 422 kW (570 PS) Startleistung | ein 7-Zylinder-Sternmotor AI-26W mit 422 kW (570 PS) Startleistung |
| Höchstgeschwindigkeit         | 170 km/h                                                           | 185 km/h                                                           | 195 km/h                                                           |
| Marschgeschwindigkeit         | 130 km/h                                                           | 145 km/h                                                           | 150 km/h                                                           |
| Steigzeit auf 1000 m          | 4,5 min                                                            | 4,2 min                                                            | 5 min                                                              |
| praktische Gipfelhöhe         | 3000 m                                                             | 3000 m                                                             | 3000 m                                                             |
| Reichweite                    | 380 km                                                             | ?                                                                  | 300 km                                                             |
| Flugdauer                     | 188 min                                                            | 195 min                                                            | 180 min                                                            |